# اشچیانکا، استان کلونیا مازویان
اشچیانکا، استان کلونیا مازویان (به لاتین: Trzcianka-Kolonia, Masovian Voivodeship) یک منطقهٔ مسکونی در لهستان است که در Gmina Szydłowo, Masovian Voivodeship واقع شده‌است.